# Ринкова площа (Чортків)
Ринкова площа  — одна з площ Чорткова.

## Історія
У червні 2019 року на площі відбувалися деякі заходи в рамках військово-історичного фестивалю «Чортківська офензива».
До 500-річчя Чорткова міська влада планує відреставрувати площу.

## Пам'ятники
30 квітня 2017 року на площі відкрили пам'ятник Карлу-Емілю Францозу.